# Saison 1 de Falco
Chronologie
Saison 2
Cet article présente les épisodes de la première saison de la série télévisée policière Falco.

## Synopsis de la saison
En mai 1991, le lieutenant de police Alexandre Falco, agent brillant promis à une belle carrière et bon père de famille, retrouve pour une enquête son coéquipier et meilleur ami, Jean-Paul Ménard, dans le but de faire tomber un groupe de malfrats. Mais pris dans une embuscade, Falco reçoit une balle dans la tête, alors qu'il est déjà assommé. Il tombe alors dans le coma.
Vingt-deux ans plus tard, il sort de son sommeil profond et découvre qu'autour de lui, les choses ont beaucoup changé : sa femme Carole a refait sa vie et sa fille Pauline, qu'il a connu bébé, est devenue adulte. Refusant la retraite proposée par Ménard, son ancien équipier devenu commissaire, il réintègre les rangs de la police et mène l’enquête aux côtés du lieutenant procédurier Romain Chevalier et du brigadier Éva Blum.

## Distribution

### Acteurs principaux
- Sagamore Stévenin : Alexandre Falco
- Clément Manuel : Romain Chevalier
- Mathilde Lebrequier : Carole Sarda-Falco
- Alexia Barlier : Éva Blum
- Arno Chevrier : Jean-Paul Ménard
- Saïda Jawad : Sonia Vasseur
- Franck Monsigny : Philippe Cheron (5 épisodes)

### Acteurs invités
- Manuel Blanc : Didier Fantin (épisode 4)
- Agathe de la Boulaye : rôle inconnu (épisode 4)